# 拉克利德縣 (密蘇里州)
拉克利德县（英語：Laclede County）是美國密蘇里州中南部的一個縣。面積1,981平方公里。根據美國2000年人口普查，共有人口32,513人。縣治黎巴嫩 （Lebanon）。
成立於1849年2月24日。縣名紀念聖路易斯的建立者皮埃爾·拉克利德 （Pierre Laclède）。